# Tu (2003.)
Tu (2003) je igrani cjelovečernji film redatelja Zrinka Ogreste.
Kratak sadržaj: Film panoramira po društvenoj sredini: Desetak likova pratimo izdvojeno, na prvi pogled čak i nasumično, da bi se ponovo pojavili, ponekad i susreli. Galeriju marginalaca tvore umirovljenik, narkomanka, bivši ratnici, ljudi bez perspektive. Tmurna slika stvarnosti. Legitiman nastavak karijere nagrađivanog i međunarodno uspješnog autora, koji se usavršio za studije bijede i ljudske patnje. 
Film je nagrađen Kristalnim globusom, posebnom nagradom žirija na 39. Međunarodnom filmskom festivalu u Karlovym Varyma. Pobjednik niza međunarodnih festivala kao i nacionalnog festivala u Puli (2003.).
Glavne uloge: Jasmin Telalović, Marija Tadić, Zlatko Crnković, Ivo Gregurević, Ivan Herceg i Nikola Ivošević

## Vanjske poveznice
- http://www.adu.hr/index.php?option=com_partystaff&Itemid=&func=fullview&staffid=10  Arhivirana inačica izvorne stranice od 31. listopada 2007. (Wayback Machine)